# Kalocsai Margit
Kalocsai Margit, született Krammer (Budapest, 1909. december 27. – Érd, 1993. november 23.) magyar olimpikon tornász. Teljes neve Kalocsai-Krammer Margit.

## Pályafutása
A Nemzeti Torna Egylet (NTE) versenyzőjeként vett részt versenyeken. 1934-ben Budapesten a Beszkárt pályán rendezték a X. torna-világbajnokságot, ahol a női tornászok először vehettek részt a világeseményen. Egyéniben és csapatban (Balkányi Lenke, Tóth Judit (Gamauf Gyuláné), Kael Anna, Kalocsai Margit, Munkácsi Mária, Varga Jenőné) ezüstérmet szerzett.
Az 1936. évi nyári olimpiai játékokon torna, összetett csapat versenyszámban (Csillik Margit, Kalocsai Margit, Madary Ilona, Mészáros Gabriella, Nagy Margit (Sándorné), Tóth Judit (Gamauf Gyuláné), Törös Olga, Voit Eszter) a 3. helyen végzett.